# Aronia czarna
Aronia czarna, aronia czarnoowocowa (Aronia melanocarpa (Michx.) Elliott) – gatunek krzewu należący do rodziny różowatych. Pochodzi ze wschodnich wybrzeży kontynentu północnoamerykańskiego, na którym występuje w stanie dzikim. W Polsce uprawiany na plantacjach, sporadycznie sadzony w lasach. Na Pomorzu lokalnie zadomowiony (kenofit) – może występować tam na torfowiskach stwarzając zagrożenie dla ich wartości przyrodniczej.

## Morfologia

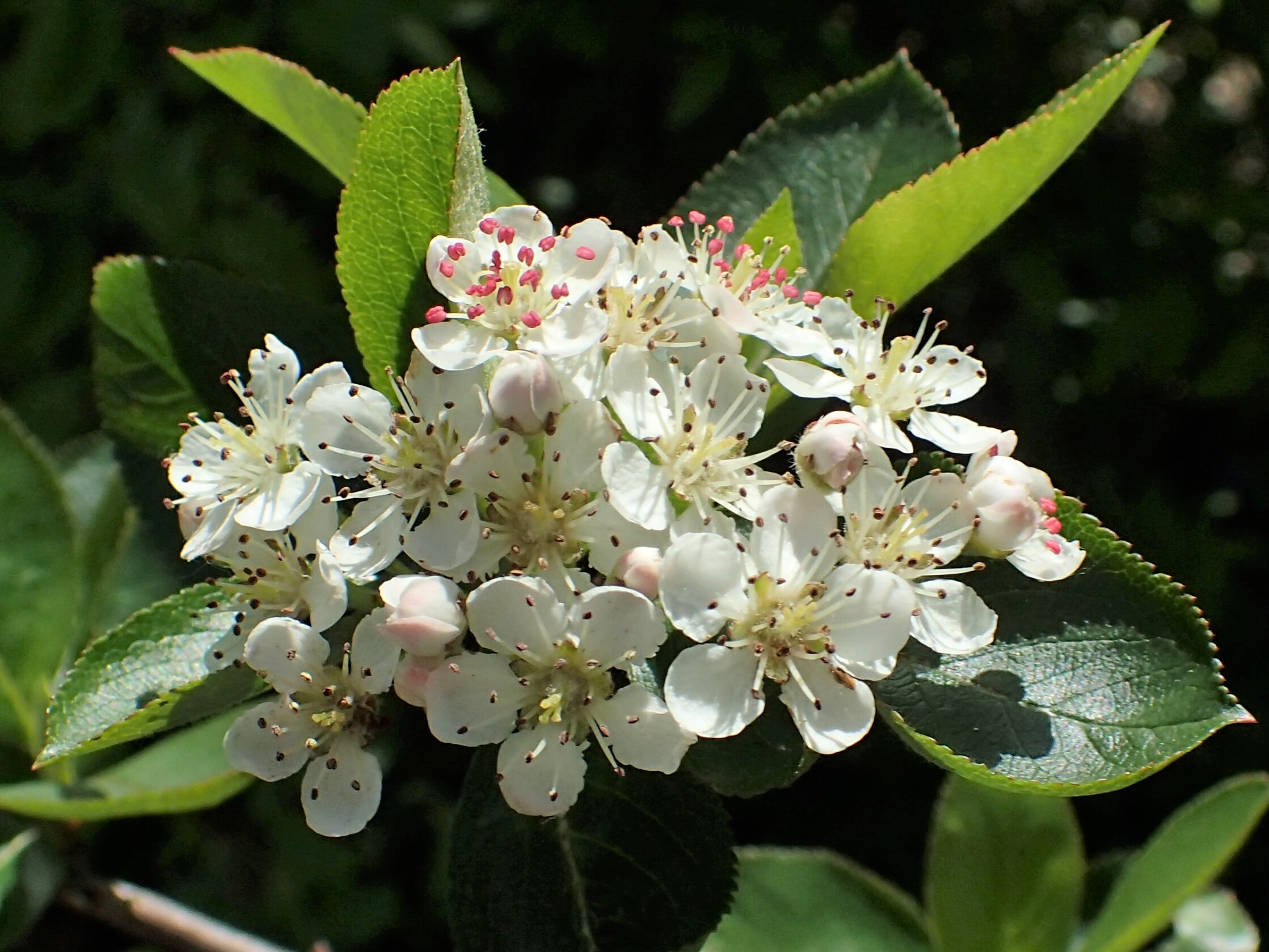
Kwiatostan

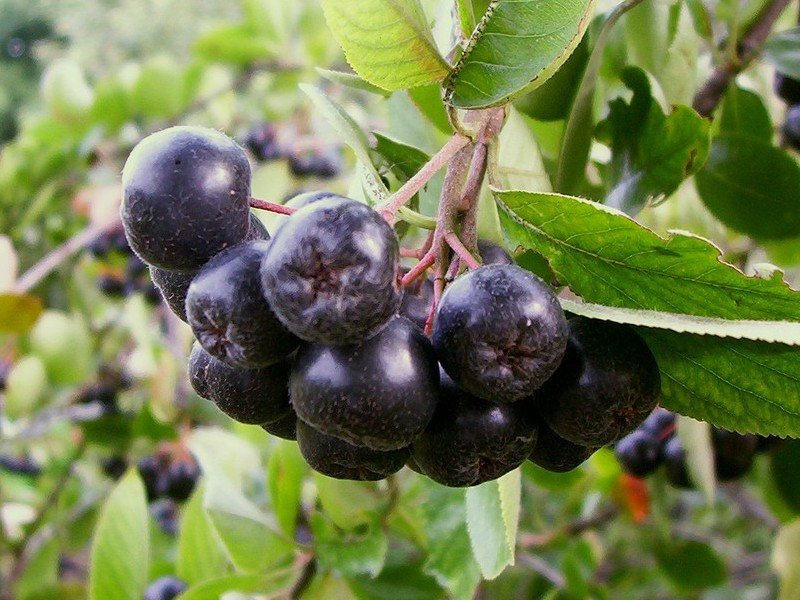
Owoce

PokrójKrzew osiągający wysokość 2 do 2,5 m, wyjątkowo 3 m.
LiścieNaprzemianległe, ciemnozielone, długości do 6 cm. Jesienią pomarańczowe, do czerwonych.
KwiatyZebrane w baldachogrona.
OwoceJagody o barwie ciemnogranatowej, prawie czarnej i słodkawym, aromatycznym miąższu. Owoce o średnicy ok. 10 mm, pokryte delikatnym, meszkowatym nalotem.

## Biologia i ekologia

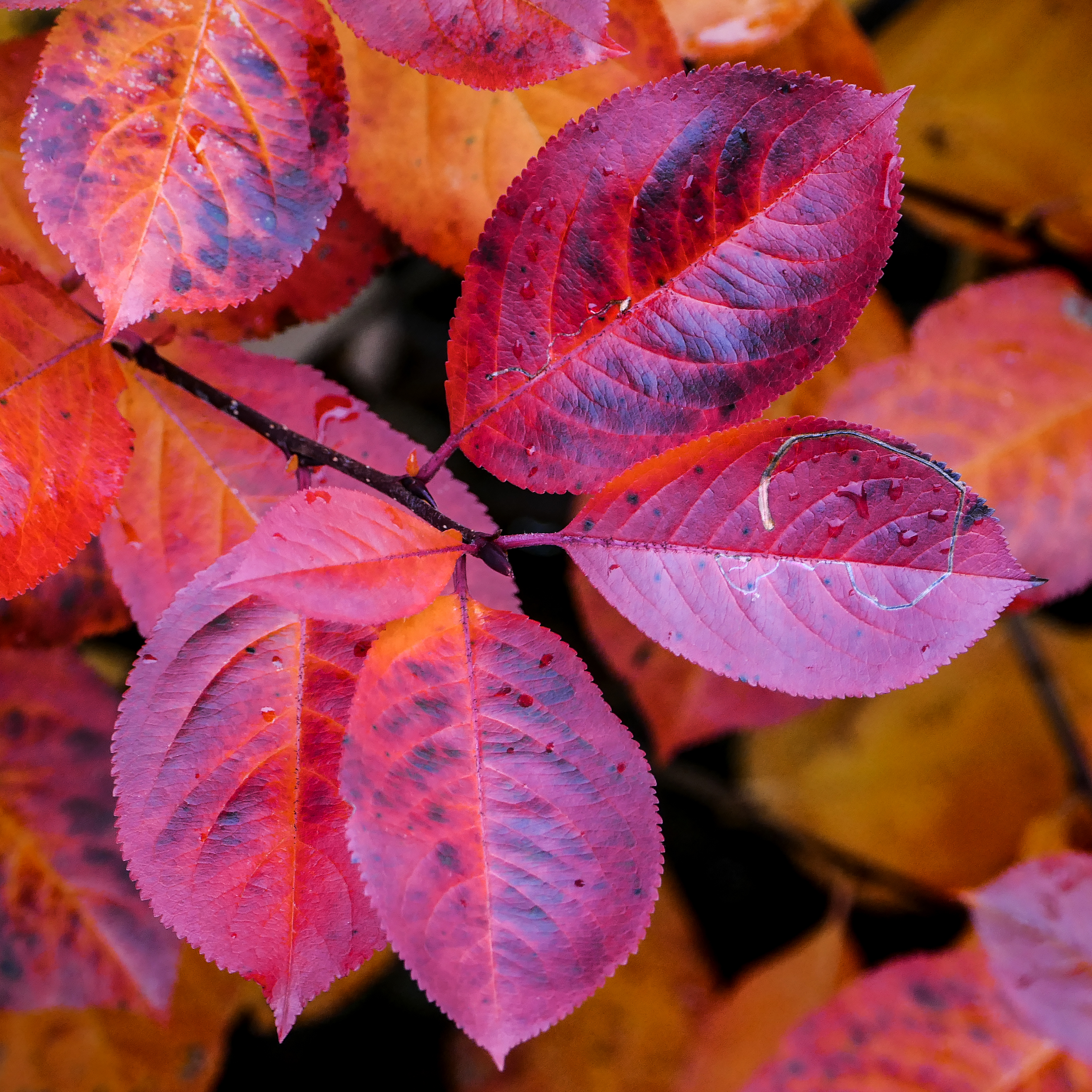
Jesienne zabarwienie liści

RozwójRoślina wieloletnia, nanofanerofit. Kwitnie w maju na biało.
SiedliskoSpotykana równie często na terenach podmokłych, jak i bardzo suchych. Roślina o niewielkich wymaganiach glebowych, dobrze rośnie także na glebach IV i V klasy. Toleruje niskie temperatury sięgające -35 °C. Preferuje stanowiska od w pełni nasłonecznionych do półcienia.

## Zastosowanie

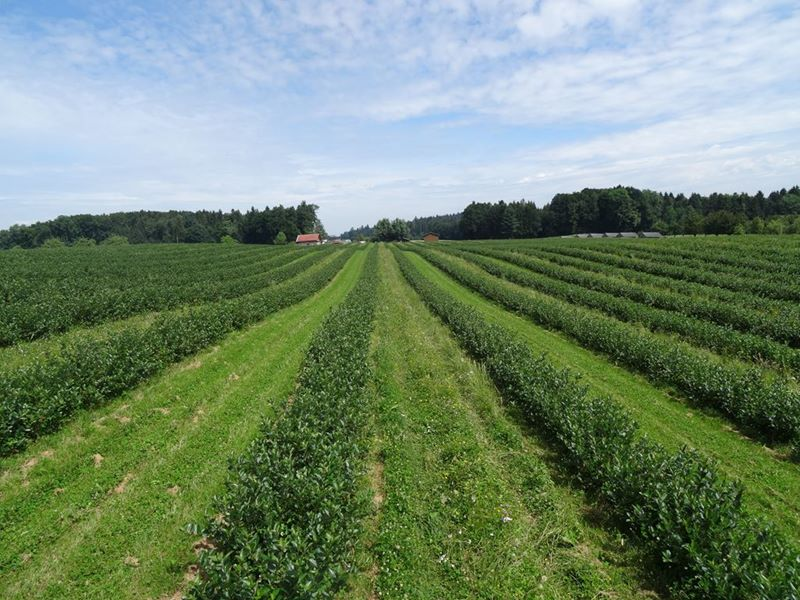
Plantacja aronii

- Roślina owocowa – coraz częściej uprawiana w ogrodach działkowych. Uprawa jest tym bardziej atrakcyjna, że aronia nie ma specjalnych wymagań glebowych. W chwili obecnej znanych jest ok. 15 odmian wyhodowanych na bazie tego gatunku, odkrytego w XVII i XVIII wieku na terenie obecnych Stanów Zjednoczonych i Kanady. Do Rosji przywieziono aronię ok. 1834 roku jako eksponat do ogrodów botanicznych, skąd „uciekła” rozprzestrzeniając się na pogórza Ałtaju oraz europejską część Rosji. Bywa, że jest nazywana również aronką.
- Przemysł spożywczy: wykorzystywana do produkcji dżemów, konfitur, soków i nalewek, można jej także użyć jako naturalnego barwnika do przetworów (w tym galaretek, likierów, win). Owoce aronii spożywane na świeżo są cierpkie i gorzkie[5], przez co określane są jako mało smaczne[6].
- Roślina ozdobna: Aronia uprawiana jest coraz częściej jako roślina dekoracyjna, ze względu na liście przybierające jesienią pomarańczową a potem czerwoną barwę.
- Roślina lecznicza:
  - Surowiec zielarski – surowcem są świeże lub suszone owoce. Zawierają one dużą ilość antocyjanów, fenolokwasy, garbniki, pektyny, witaminy (sporo witaminy C i P) oraz sole mineralne: potas, wapń, fosfor, magnez, żelazo i pierwiastki śladowe: jod, mangan, molibden.
  - Skład chemiczny: w świeżej masie dojrzałych owoców znajduje się 74-83 procent wody i 17-26 procent suchej masy. Cukry stanowią 6,2-10,8 procent świeżej masy owoców, natomiast kwasy 0,7-1,3 procent w przeliczeniu na kwas jabłkowy. Ponadto stwierdzono obecność garbników, pektyn, barwników oraz pierwiastków chemicznych jak rad, molibden, żelazo i jod. Substancje garbnikowe (zawartość 0,35-0,6 procent suchej masy), nadają owocom cierpki smak, stąd rzadko nadają się do bezpośredniej konsumpcji. Najcenniejszą zaletą aronii jest bogactwo witamin, zwłaszcza występujących w śladowych ilościach w innych owocach i warzywach.
  - Działanie: owoce aronii czarnej, a także sok z nich można polecać w profilaktyce i leczeniu nadciśnienia tętniczego, arteriosklerozie[7], katarze żołądka oraz żylaków odbytu. Owoce aronii zawierają od 1200 do 5000 mg witaminy P, podczas gdy w owocach uprawianych tradycyjnie na terenie Polski zawartość tej witaminy nie przekracza kilkudziesięciu mg. Zaznaczyć należy, że w sokach i mrożonkach witamina ta prawie w pełni zachowuje swoją aktywność.
  - Zbiór i suszenie: suszenie owoców przeprowadza się zaraz po zbiorze rozkładając cienką warstwą w cienistym i przewiewnym miejscu, najlepiej jeżeli jest możliwość rozłożenia owoców na sicie.
- Sztuka kulinarna: z owoców aronii można przygotować soki, dżemy, powidła, galaretki, marmolady. Sok z aronii może być używany do barwienia innych soków. Bardzo cennym surowcem jest susz z owoców. Po zalaniu wrzątkiem daje napar o pięknym rubinowym kolorze, co świadczy o zachowaniu aktywnej witaminy P. Dzięki dużej zawartości antocyjanów sok z aronii może zastąpić w przemyśle spożywczym barwniki sztuczne. Rozcieńczony 100 razy ma jeszcze intensywnie różową barwę. Świeżo zerwane owoce posiadają cierpki posmak wynikający z zawartości garbników, jeśli jednak zje się je po kilku dniach lub przemrozi w lodówce – unika się tego nieprzyjemnego smaku.
- W kosmetyce stosuje się sok z aronii w dużych rozcieńczeniach. Jest pomocny przy oparzeniach słonecznych.

## Przepisy kucharskie
W gospodarstwie domowym można z aronii otrzymać następujące przetwory:
- Sok – najprościej i najszybciej uzyskuje się bogaty w witaminy sok aroniowy w sokowniku – parowniku. Owoce aronii zmieszane z cukrem poddane działaniu gorącej pary wodnej dają znakomity w smaku sok o barwie prawie czarnej. Aby poprawić jego walory smakowe można dodać do niego soku z jarząbu słodkiego jadalnego lub innych bardziej kwaśnych soków. Nie należy uzyskiwać soku przez zasypywanie owoców cukrem w słoju, gdyż efekty będą o wiele gorsze.
- Konfitury – należy je smażyć niezbyt długo. Dla poprawy smaku można dodać soku z cytryny, czarnej porzeczki, kwaśnych odmian jabłek lub kwasku cytrynowego.
- Przecier – owoce przeciera się z cukrem, dodając na 1 kg aronii 1 kg cukru. Smak poprawia dodanie jabłek w skali 3 kg aronii i 1 kg jabłek. Przecier należy podgrzać do temperatury 60-70 °C stale mieszając, następnie umieścić w gorących sterylizowanych słojach lub puszkach (w produkcji przemysłowej).
- Owoce konserwowane na gorąco – owoce aronii wsypane do cedzaka należy zanurzyć na 2 minuty we wrzącej wodzie. Następnie wkłada się je do misy i zasypuje cukrem kryształem (0,5 kg cukru na 1 kg owoców). Owoce z cukrem podgrzewamy do temperatury 90 °C ciągle mieszając i natychmiast rozlewamy do gorących, suchych słojów, które następnie szczelnie zamykamy. Przy dobrej organizacji konserwacja 2 kg owoców trwa 10-15 minut.
- Aronia w soku własnym – owoce należy wsypać do słojów, zalać gorącym sokiem z aronii i pasteryzować.